# Sterpejki
Sterpejki [stɛrˈpɛi̯ki] est un village polonais de la gmina de Kuźnica dans le powiat de Sokółka et dans la voïvodie de Podlachie. Il se situe à environ 7 kilomètres au nord-ouest de Kuźnica, à 20 kilomètres au nord de Sokółka et à 58 kilomètres au nord-est de Białystok. 